# Nicolás Massú
Nicolás Alejandro Massú Fried (Viña del Mar, Xile, 10 d'octubre de 1979) és un extennista professional xilè. Destacat principalment pel seu esperit de lluita, arribà al número 9 del rànquing individual. Els títols més importants dels seu palmarès són les dues medalles d'or olímpics aconseguides en els Jocs Olímpics d'estiu d'Atenes de 2004, de fet és l'únic tennista masculí en haver guanyat les medalles olímpiques individual i de dobles. En els Jocs Olímpics d'estiu de Sydney de 2000 fou portador de la bandera per l'equip olímpic xilè.

## Biografia
Massú va néixer a Viña del Mar (Xile) el 10 d'octubre de 1979, fill de Manuel Massú (d'ascendència palestina) i Sonia Fried (d'ascendència hongaresa), i amb quatre germans: Stefano, Jorge, Geza i Yuri.
El seu avi matern el va introduir en el món del tennis quan tenia cinc anys. Amb 12 anys va entrar a l'acadèmia de tennis Valle Dorado i posteriorment a la prestigiosa acadèmia de Nick Bollettieri a Florida (Estats Units) amb el seu compatriota Marcelo Ríos. Com a júnior va guanyar Orange Bowl i dos Grand Slams en categoria dobles.

## Jocs Olímpics

### Individual
| Any  | Campionat                     | Oponent    | Resultat                |
| ---- | ----------------------------- | ---------- | ----------------------- |
| 2004 | Jocs Olímpics, Atenes, Grècia | Mardy Fish | 6−3, 3−6, 2−6, 6−3, 6−4 |

### Dobles
| Any  | Campionat                     | Parella           | Oponents                        | Resultat                   |
| ---- | ----------------------------- | ----------------- | ------------------------------- | -------------------------- |
| 2004 | Jocs Olímpics, Atenes, Grècia | Fernando González | Nicolas Kiefer Rainer Schüttler | 6−2, 4−6, 3−6, 7−6(7), 6−4 |

## Carrera esportiva
Va esdevenir professional l'any 1997 i després de guanyar diversos títols de categoria Challenger va poder entrar al Top 100 del rànquing individual el 1999. El maig de 2000 va disputar la seva primera final del circuit ATP a Orlando, però fou derrotat pel seu compatriota Fernando González. Va participar en els Jocs Olímpics de Sydney (Austràlia), on finalitzà dissetè tant en la competició individual com en la de dobles fent parella amb Marcelo Ríos. El primer títol arribà el 2002 amb la victòria a Buenos Aires. Tanmateix, el seu rendiment no fou positiu durant la temporada i es va veure forçat a disputar torneigs inferiors de categoria Challenger. El 2003 va guanyar dos títols individual a Amersfoort, Països Baixos, i Palerm. També va destacar la disputa de la final del Masters de Madrid on va perdre davant Juan Carlos Ferrero. Els bons resultats li van permetre acabar l'any en la dotzena posició del rànquing individual.
Després d'un canvi d'entrenador, l'any 2004 va guanyar un nou títol a Kitzbühel i aconseguí l'èxit més important de la seva carrera durant els Jocs Olímpics d'Atenes (Grècia), on va guanyar dues medalles d'or. En categoria individual derrotà a l'estatunidenc Mardy Fish en la final, i en dobles feu parella amb Fernando González i superaren la parella alemanya Nicolas Kiefer i Rainer Schüttler. Cal destacar que aquesta fou la primera medalla d'or olímpica per Xile. Acabà la temporada en la posició 9 del rànquing, la millor de la seva carrera.
Degut a una operació d'engonal, durant la temporada 2005 no aconseguí cap èxit destacable malgrat aconseguir el millor resultat en un Grand Slam arribant a quarta ronda del US Open. En el 2006 va guanyar el sisè títol de la seva carrera a Costa do Sauipe, i fou finalista en tres més: Viña del Mar (a la seva ciutat natal), Casablanca i Amersfoort. En el 2007 no s'endugué cap títol, però torna a ser finalista a Viña del Mar. La temporada 2008 els seus resultats van ser molt negatius i desaparegué del Top 100, havent de tornar a disputar torneigs Challenger. Malgrat el seu baix rànquing fou convidat per la International Tennis Federation a competir en els Jocs Olímpics d'Estiu de 2008 realitzats a Pequín (Xina), on finalitzà novament dissetè, tant en la competició individual com en la de dobles amb Fernando González.

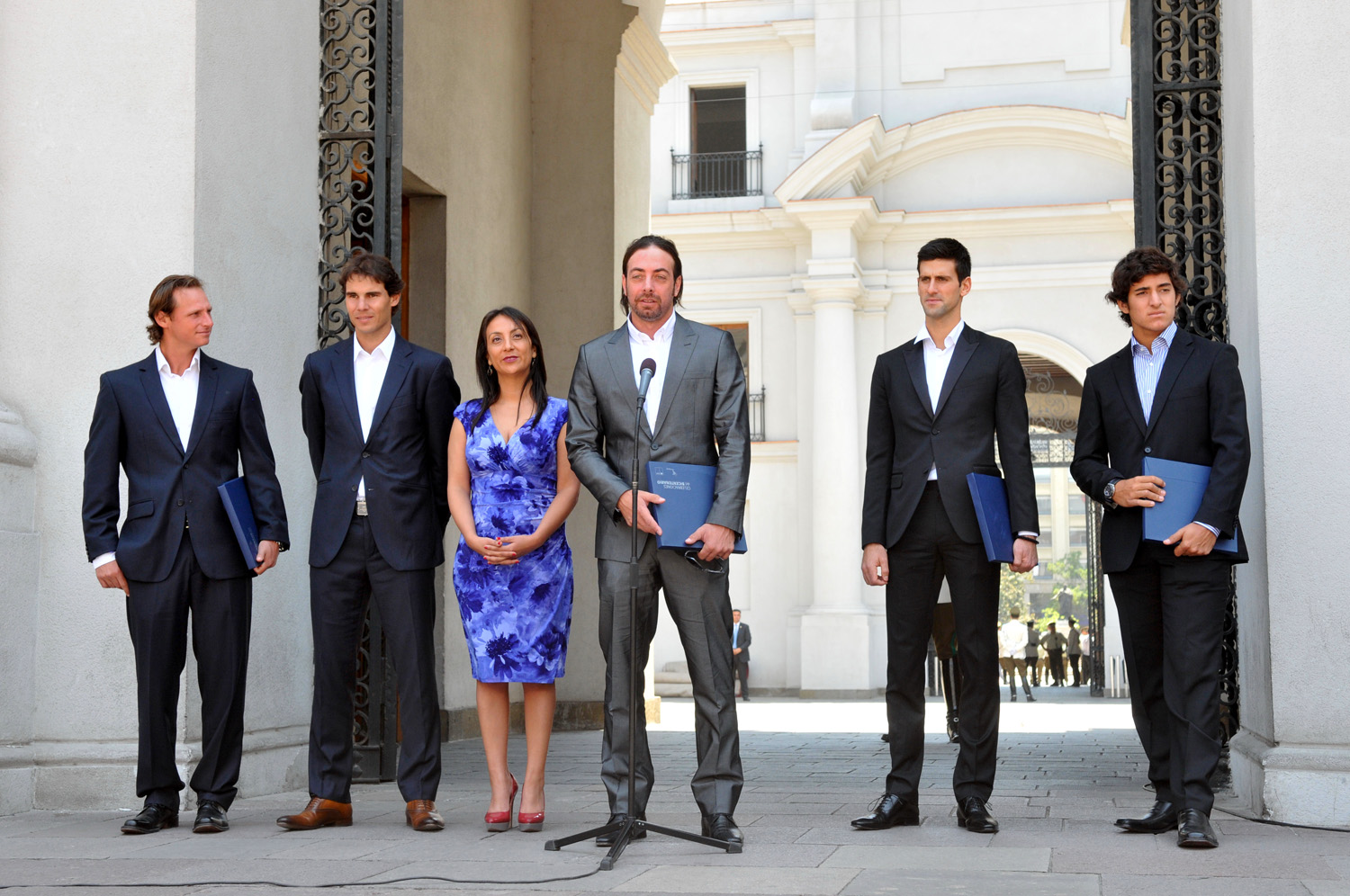
Presentació del comiat de Massú al Palacio de la Moneda. D'esquerra a dreta: David Nalbandián, Rafael Nadal, Cecilia Pérez Jara, Massú i Novak Đoković.

Malgrat estar situat en una bona posició per accedir als torneigs del circuit ATP, els resultats durant la temporada 2009 van ser força negatius i va haver de tornar a disputar torneigs Challengers per mantenir-se al Top 100. Va obtenir algunes victòries davant tennistes importants en el circuit ATP, només va aconseguir un total de 7 victòries per 12 derrotes que el van condemnar fora del Top 100. L'únic títol que es va endur fou a Cancun, de categoria Challenger, i que finalment fou el seu últim títol de la seva carrera tennística. Durant el 2010, a causa de petites i contínues lesions que va patir i que no li van permetre recuperar un bon ritme de joc, els seus resultats no van millorar i encara va perdre moltes més posicions en el rànquing. Malgrat el baix rendiment, Massú va seguir en el circuit professional, però l'únic torneig important que podia disputar era el del seu país a Viña del Mar via invitació. La mala posició en el rànquing li va impedir rebre una invitació per participar en els Jocs Olímpics de Londres (2012).
El 27 d'agost de 2013 va anunciar la seva retirada del tennis professional al final de la temporada. El comiat es va produir el 20 de novembre de 2013 a Santiago de Xile enfrontant-se a l'argentí David Nalbandián, també retirat recentment. A continuació es va disputar un partit d'exhibició entre els dos principals tennistes del moment, Rafael Nadal i Novak Đoković.
L'any 2014 va iniciar la seva carrera com a entrenador sent el capità de l'equip xilè de Copa Davis amb la col·laboració del també extennista Marcelo Ríos.

## Palmarès: 7 (6−1)

### Individual: 15 (6−9)
| Llegenda (pre/post 2009)                                 |
| -------------------------------------------------------- |
| Grand Slams (0−0)                                        |
| Jocs Olímpics Or (1)                                     |
| Tennis Masters Cup / ATP Finals (0−0)                    |
| ATP Masters Series / ATP World Tour Masters 1000 (0−1)   |
| ATP International Series Gold / ATP World Tour 500 (1−1) |
| ATP International Series / ATP World Tour 250 (4−7)      |

| Títols per superfície |
| --------------------- |
| Dura (1−2)            |
| Gespa (0−0)           |
| Terra batuda (5−7)    |

| Resultat  | Núm. | Data                   | Torneig                       | Superfície   | Oponent en la final | Marcador                |
| --------- | ---- | ---------------------- | ----------------------------- | ------------ | ------------------- | ----------------------- |
| Finalista | 1.   | 7 de maig de 2000      | Orlando, Estats Units         | Terra batuda | Fernando González   | 2−6, 3−6                |
| Finalista | 2.   | 7 de gener de 2001     | Adelaida, Austràlia           | Dura         | Tommy Haas          | 3−6, 1−6                |
| Guanyador | 1.   | 18 de febrer de 2002   | Buenos Aires, Argentina       | Terra batuda | Agustín Calleri     | 2−6, 7−6(5), 6−2        |
| Guanyador | 2.   | 14 de juliol de 2003   | Amersfoort, Països Baixos     | Terra batuda | Raemon Sluiter      | 6−4, 7−6(3), 6−2        |
| Finalista | 3.   | 27 de juliol de 2003   | Kitzbühel, Àustria            | Terra batuda | Guillermo Coria     | 1−6, 4−6, 2−6           |
| Finalista | 4.   | 14 de setembre de 2003 | Bucarest, Romania             | Terra batuda | David Sánchez       | 2−6, 2−6                |
| Guanyador | 3.   | 22 de setembre de 2003 | Palerm, Itàlia                | Terra batuda | Paul-Henri Mathieu  | 1−6, 6−2, 7−6(0)        |
| Finalista | 5.   | 19 d'octubre de 2003   | Madrid, Espanya               | Dura (i)     | Juan Carlos Ferrero | 3−6, 4−6, 3−6           |
| Guanyador | 4.   | 19 de juliol de 2004   | Kitzbühel                     | Terra batuda | Gastón Gaudio       | 7−6(3), 6−4             |
| Guanyador | 5.   | 16 d'agost de 2004     | Jocs Olímpics, Atenes, Grècia | Dura         | Mardy Fish          | 6−3, 3−6, 2−6, 6−3, 6−4 |
| Finalista | 6.   | 5 de febrer de 2006    | Viña del Mar, Xile            | Terra batuda | José Acasuso        | 4−6, 3−6                |
| Guanyador | 6.   | 26 de febrer de 2006   | Costa do Sauipe, Brasil       | Terra batuda | Alberto Martín      | 6−3, 6−4                |
| Finalista | 7.   | 30 d'abril de 2006     | Casablanca, Marroc            | Terra batuda | Daniele Bracciali   | 1−6, 4−6                |
| Finalista | 8.   | 23 de juliol de 2006   | Amersfoort                    | Terra batuda | Novak Đoković       | 6−7(5), 4−6             |
| Finalista | 9.   | 4 de febrer de 2007    | Viña del Mar (2)              | Terra batuda | Luís Horna          | 5−7, 3−6                |

### Dobles: 3 (1−2)
| Llegenda (pre/post 2009)                                 |
| -------------------------------------------------------- |
| Grand Slams (0−0)                                        |
| Jocs Olímpics Or (1)                                     |
| Tennis Masters Cup / ATP Finals (0−0)                    |
| ATP Masters Series / ATP World Tour Masters 1000 (0−0)   |
| ATP International Series Gold / ATP World Tour 500 (0−1) |
| ATP International Series / ATP World Tour 250 (0−1)      |

| Títols per superfície |
| --------------------- |
| Dura (1−0)            |
| Gespa (0−0)           |
| Terra batuda (0−2)    |

| Resultat  | Núm. | Data                 | Torneig                       | Superfície   | Parella            | Oponent en la final              | Marcador                   |
| --------- | ---- | -------------------- | ----------------------------- | ------------ | ------------------ | -------------------------------- | -------------------------- |
| Finalista | 1.   | 7 de març de 2004    | Acapulco, Mèxic               | Terra batuda | Juan Ignacio Chela | Bob Bryan Mike Bryan             | 2−6, 3−6                   |
| Guanyador | 1.   | 16 d'agost de 2004   | Jocs Olímpics, Atenes, Grècia | Dura         | Fernando González  | Nicolas Kiefer Rainer Schüttler  | 6−2, 4−6, 3−6, 7−6(7), 6−4 |
| Finalista | 2.   | 24 de juliol de 2005 | Amersfoort, Països Baixos     | Terra batuda | Fernando González  | Martín Alberto García Luís Horna | 4−6, 4−6                   |

## Trajectòria

### Individual
| Open d'Austràlia | A     | 1R          | 1R          | A           | 1R    | 2R          | 1R          | 1R          | 1R   | 1R   | A   | 0 / 8 | 1 – 8   |
| Roland Garros | 2R    | 1R          | A           | 2R          | 3R    | 1R          | 3R          | 2R          | Q2   | 2R   | 1R  | 0 / 9 | 8 – 9   |
| Wimbledon | 1R    | 3R          | 1R          | 2R          | 1R    | 2R          | 1R          | 1R          | A    | A    | 1R  | 0 / 9 | 4 – 9   |
| US Open | 1R    | 2R          | 3R          | 3R          | 2R    | 4R          | 2R          | 1R          | Q2   | 1R   | A   | 0 / 9 | 9 – 9   |
| Jocs Olímpics | 2R    | No celebrat | No celebrat | No celebrat | G     | No celebrat | No celebrat | No celebrat | 2R   | NC   | NC  | 1 / 3 | 8 – 2   |
| Victòries−Derrotes | 26−25 | 23−28       | 29−19       | 36−20       | 42−28 | 18−22       | 38−27       | 17−26       | 9−12 | 9−12 | 4−8 |       | 257–238 |
| Rànquing a final d'any | 87    | 80          | 56          | 12          | 19    | 66          | 44          | 79          | 76   | 112  | 186 |       |         |
| Llegenda: G: Guanyador; F: Finalista; SF: Semifinalista; QF: Quarts de final; Q: Qualificació; A: Absent; RR: Round Robin; |       |             |             |             |       |             |             |             |      |      |     |       |         |

### Dobles
| Open d'Austràlia | A   | A           | A           | A           | 1R    | A           | A           | A           | 2R  | 0 / 2  | 1–2    |
| Roland Garros | A   | A           | A           | A           | A     | SF          | A           | 1R          | A   | 0 / 2  | 4 – 2  |
| Wimbledon | A   | A           | A           | A           | 1R    | 2R          | A           | A           | A   | 0 / 2  | 1 – 2  |
| US Open | A   | A           | A           | 1R          | QF    | 3R          | 2R          | 2R          | A   | 0 / 5  | 7 – 5  |
| Jocs Olímpics | 1R  | No celebrat | No celebrat | No celebrat | G     | No celebrat | No celebrat | No celebrat | 1R  | 1 / 3  | 5 – 2  |
| Victòries−Derrotes | 5−8 | 0−3         | 1−5         | 5−6         | 30−21 | 13−15       | 8−12        | 6−11        | 5−6 | 82–102 | 82–102 |
| Rànquing a final d'any | 243 | 1263        | 389         | 291         | 36    | 58          | 139         | 257         | 221 |        |        |
| Llegenda: G: Guanyador; F: Finalista; SF: Semifinalista; QF: Quarts de final; Q: Qualificació; A: Absent; RR: Round Robin; |     |             |             |             |       |             |             |             |     |        |        |